# Roll ball
Le roll ball ou rollball est un sport similaire au handball qui se joue sur des quad ou des rollers en ligne. Un match oppose deux équipes de six joueurs dont cinq joueurs de champ et un gardien de but. Les joueurs ont pour but de se rapprocher du but adverse en dribblant ou se faisant des passes avec un ballon similaire à celui utilisé au basket-ball et de marquer dans le but adverse situé à l'extrémité du terrain opposée à leur camp. L'équipe ayant marqué le plus de buts remporte le match et chaque match est supervisé par deux arbitres. Le ballon peut être tenu de n'importe quelle main ou bien des deux à la fois, y compris lors d'une passe ou d'un tir. Les mouvements des joueurs sont similaires à celles que l'on voit au basketball dans le sens où un joueur doit dribbler s'il est en mouvement, et si un joueur se met à rouler sans dribbler cela constitue une faute, de même que s'il tire ou bloque le ballon avec n'importe quelle partie de la jambe ou du pied. Cependant, le fait d'entrer en contact ou toucher le ballon avec le pied ou la jambe de façon accidentelle ne constitue pas une faute. Les joueurs ne peuvent en revanche pas boxer le ballon avec le poing. Les règles régissant les fautes sont similaires à celles du football, y compris celles qui définissent l'utilisation de cartons jaunes et rouges.
Ce sport a été inventé par Raju Dabhade en Inde alors qu'il était professeur de sport au MES Bal Shikshan Mandir de la English Medium School de Pune. Il est également le secrétaire de la Fédération Internationale de Roll Ball.

## Ballon utilisé
Le ballon de rollball ne constitue pas un équipement individuel et est partagé par l'ensemble des joueurs lors d'un match. Le tableau ci-dessous liste les deux types de ballons utilisés pour ce sport en fonction du groupe d'âge le pratiquant.
| Ballon utilisé   | Poids       | Circonférence | Groupe d'âge concerné                     |
| ---------------- | ----------- | ------------- | ----------------------------------------- |
| Mini ballon      | 340 à 400 g | 54 à 56 cm    | Filles sub-junior à junior, filles senior |
| Ballon classique | 425 à 475 g | 58 à 60 cm    | Garçons junior et senior                  |

## Équipement individuel
- Rollers en ligne
- Rollers quad
- Casque et protections (obligatoires pour les juniors, conseillées pour les seniors)

## Aire de jeu
Le terrain de jeu fait 28 à 40 m de long et 15 à 20 m de large selon les compétitions. Les limites du terrain sont tracées avec une ligne de 5 cm d'épaisseur et une ligne est tracée en son centre pour délimiter les camps de chacune des deux équipes. Le point de pénalty est situé à 3,5 ou 4,5 m de chacun des deux buts qui sont de dimensions 2,25 m de large par 2 m de haut. La limite de la zone du gardien est située à 2,5 ou 3,5 m de son but. À l'exception des limites du terrain, toutes les lignes sont marquées en rouge ou en blanc. Le terrain est de type dur et constitué de béton, d'asphalte, de tapis ou de plancher. 

## Compétition principale: la Coupe du monde de rollball
La Coupe du monde de rollball constitue la compétition internationale la plus régulièrement disputée et la plus populaire de ce sport. Elle se déroule tous les deux ans et rassemble les meilleures équipes nationales mondiales qui se disputent le titre de champion du monde. 
La première édition a eu lieu en 2011 à Pune au Complexe Sportif Shree Shiv Chhatrapati du 17 au 22 avril. La première nation à être sacrée championne a été le Danemark, qui a battu l'équipe organisatrice de l'Inde en finale sur le score de 15-1. La Biélorussie complète la dernière marche du podium en battant le Népal sur le même score dans le match pour la troisième place. Pour cette première Coupe du monde, aucune équipe féminine n'y a participé.
La seconde édition a eu lieu en 2013 et s'est déroulée sur le sol africain, à Nairobi au Kenya, du 3 au 6 octobre. Cette fois-ci, des équipes masculines ainsi que des équipes féminines participent au tournoi. Chez les hommes, c'est le dernier finaliste malheureux, l'Inde, qui prend sa revanche en battant cette fois l'Iran en finale sur le score de 9 buts à 6. L'équipe du Danemark complète le podium final de la compétition à la suite de leur victoire 4-3 face au Kenya. Chez les femmes, c'est également l'Inde qui remporte le tournoi en battant le Kenya en finale 10-1. Le Népal termine à la troisième place.
L'édition suivante se déroule au même endroit qu'en 2011 à Pune en Inde et a lieu du 16 au 25 décembre 2015. Chez les hommes, l'équipe indienne remporte son deuxième titre consécutif après leur victoire contre l'Iran par 6 buts à 4. La Lettonie termine à la troisième place grâce à sa victoire 7-4 face au Kenya. Chez les femmes, c'est le Kenya qui remporte la Coupe du monde après leur victoire 2-1 sur l'Inde, et l'Iran termine troisième après leur victoire 1-0 face à l'Ouganda.
La quatrième édition s'est déroulée à Dacca au Bangladesh en 2017. Chez les hommes, l'Inde remporte son troisième titre consécutif à la suite de leur victoire 8-7 contre l'Iran et le Kenya finit troisième en battant le Bangladesh 7-1. Chez les femmes, l'Inde remporte son deuxième titre mondial en battant l'Iran 6-4 et le Kenya finit troisième en battant le Sénégal 8-1. La troisième place du tournoi revient au Kenya qui dispose du Bangladesh 8-1 en petite finale.
Cette troisième édition a vu pour la première fois une équipe masculine française y participer.
La cinquième édition a eu lieu à Chennai (Inde) en 2019. L'Inde remporte son quatrième titre consécutif chez les hommes après une victoire en finale face au Kenya. La finale femme a été remportée par l'équipe du Kenya, face à l'Inde.
La sixième édition se déroule à Pune en avril 2023. Le Kenya réalise le doublé, s'imposant chez les hommes en finale contre l'Inde et chez les femmes contre l'Égypte.

## Championnat principal: la Maha Roll Ball League
La Maha Roll Ball League est un championnat qui se déroule à l'échelle de l'État de Maharashtra, en Inde. La première saison a vu le jour le 28 mai 2016 et s'est déroulée sur 2 jours. Elle a vu se disputer 4 équipes féminines et 8 équipes masculines.
Du 23 au 26 juin 2017, la MRBL revient pour une seconde saison qui se déroule au Complexe Sportif d'Andheri à Bombay. Elle voit s'affronter 8 équipes masculines et 6 équipes féminines.

## Fédération internationale de roll ball
La Fédération Internationale de Roll Ball (FIRB, IRBF en anglais) est une entité associée à la pratique internationale du rollball, garante des règles du jeu et partenaire des compétitions, qu'elles soient régionales, nationales ou internationales. En avril 2017, il existe 30 pays affiliés à cette fédération, dont 14 d'Asie, 9 d'Europe, 5 d'Afrique et 2 d'Amérique.
Afrique (5)
- Égypte
- Kenya
- Tanzanie
- Ouganda
- Rwanda

Asie (14)
- Bangladesh
- Chine
- Hong Kong
- Inde
- Maldives
- Iran
- Japon
- Koweït
- Malaisie
- Népal
- Pakistan
- Singapour
- Arabie saoudite
- Émirats Arabes Unis
- Ouzbékistan

Europe (9)
- Belgique
- Biélorussie
- Danemark
- France
- Allemagne
- Irlande
- Royaume-Uni
- Pays-Bas
- Roumanie
- Suède

Amérique du Nord (1)
- États-Unis
- Canada

Amérique du Sud (1)
- Guyana
- Argentine
- Uruguay